# Britisches Freikorps
El Britisches Freikorps (en inglés: British Free Corps o "Cuerpo Voluntario Británico") fue una unidad militar de las Waffen-SS formada por británicos y de países de la Commonwealth, reclutada por la Alemania nazi. A pesar de la notoriedad de esta unidad, su fuerza era minúscula: la investigación de Adrian Weale ha identificado a cerca de 59 hombres que pertenecieron a esta unidad, algunos solamente por pocos días, siendo pues más pequeña que un pelotón alemán contemporáneo.

## Primeros planes
Las Waffen-SS británicas fueron una idea del activista político británico John Amery, un confeso fascista. Amery vivió siempre a la sombra de su padre, Leo Amery, un influyente político del Partido Conservador (Reino Unido) y se esforzó probar su propio valor. John Amery era un anticomunista fanático que abrazó las doctrinas fascistas de la Alemania Nazi. Teniendo problemas económicos, salió del Reino Unido y se estableció en Francia, donde conoció al líder fascista francés Jacques Doriot. Amery había dicho a su familia que se enroló junto a los nacionalistas de Francisco Franco durante la guerra civil española y que en España se le concedió una medalla de honor mientras servía como oficial de inteligencia, pero ello resultó falso pues Amery solo viajó a España cuando la Guerra Civil había terminado, en mayo de 1939; al estallar la Segunda Guerra Mundial Amery pasó a residir en Francia, en donde se quedó pese al triunfo de la invasión nazi de 1940. 
Fue en septiembre de 1942 cuando el capitán de la Wehrmacht Werner Plack llevó a John Amery a Berlín para hablar con el Comité anglo-alemán. Fue durante esta reunión que Amery sugirió por vez primera que los alemanes formen una legión británica antibolchevique. Adolf Hitler quedó impresionado por el fascista británico y permitió que Amery permaneciera en Alemania como huésped del Tercer Reich, donde realizó una serie de emisiones de propaganda pronazi por radio, dirigidas al Reino Unido. 
Amery quiso buscar la clase de hombres necesaria para organizar dicha unidad al servicio de Alemania entre los prisioneros de guerra británicos. Sugirió igualmente que la unidad podría formar a más reclutas para otras unidades militares alemanas compuestas por personas que no fuesen de origen alemán (sin embargo, los alemanes ya habían creado un cierto número de tales unidades, que funcionaban dentro de las Waffen-SS).
En enero de 1943, tras intercambiar ideas con Jacques Doriot (que ya había formado una tropa de fascistas franceses para combatir en la URSS al lado de Alemania) Amery comenzó su labor de reclutamiento para una unidad que él denominó como Legión Británica de San Jorge. Logró sus primeros reclutamientos en los campos de internamiento, dirigiéndose a grupos de 40 a 50 internados civiles procedentes del Reino Unido y de los países del Imperio Británico, y repartió material de reclutamiento. Los esfuerzos de Amery en el reclutamiento resultaron completos fracasos, y al final obtuvo como recompensa tan solo cuatro reclutas.

## Esfuerzos alemanes para el reclutamiento

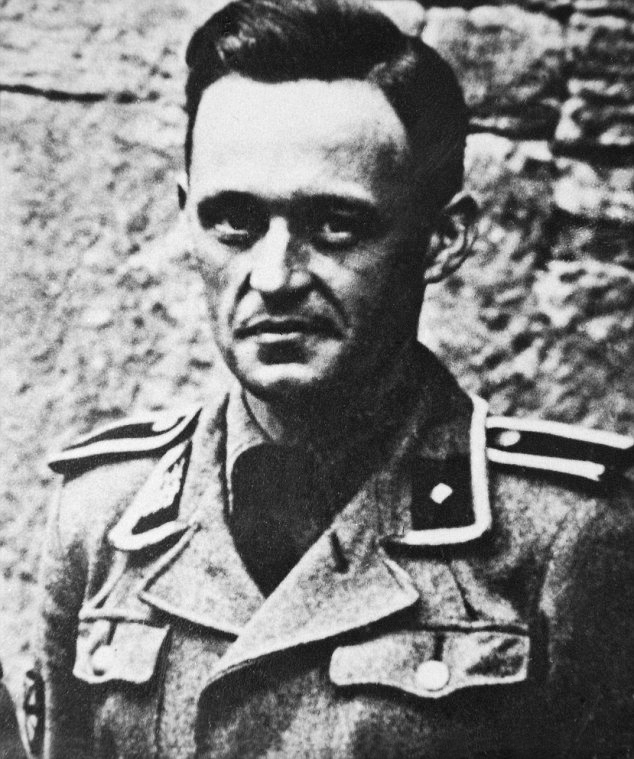
Roy Courlander, uno de sus principales "comandantes".

Con la falta de resultados de los esfuerzos de reclutamiento de Amery, tuvo una nueva idea, la de cortejar a prisioneros de guerra para reclutarlos. Dadas las duras condiciones de vida en los campos de prisioneros de guerra en Alemania y los territorios ocupados, se decidió organizar un día de asueto para los posibles reclutas. Se necesitaba a un británico como posible jefe de los voluntarios y para ello se eligió al sargento John Henry Owen, de la Artillería real. Owen había sido antes de la guerra miembro de la Unión Británica de Fascistas (BUF), siendo igualmente un devoto cristiano. Había sido hecho prisionero en las playas de Dunquerque en mayo de 1940, durante la Operación Dinamo. Los alemanes lo convirtieron en líder del campo 517.

## Últimos reclutas
Una incursión de bombardeo sobre Berlín causó daños a buena parte del lugar de adiestramiento de los nuevos reclutas, con lo que se decidió trasladar a los hombres a un café requisado en el distrito berlinés de Pankow, siendo supervisado el traslado por Wilhelm Rossler, intérprete alemán del ejército. Antes del traslado, el Britisches Freikorps ganó dos nuevos miembros: Francis George MacLardy del Cuerpo Médico del Ejército británico (había sido hecho prisionero en Bélgica) y Edwin Barnard Martin, procedente del regimiento escocés-canadiense de Essex (capturaron a Martin en el raid canadiense en la batalla de Dieppe en 1942). Ello permitió aumentar la cifra de miembros del Britisches Freikorps a siete, incluyendo a Roy Corlander, Donald Pleasants, y Hugh Cowie. Los prisioneros de guerra fueron devueltos al campo una vez éste fue reparado, hasta que el esfuerzo de reclutamiento quedó paralizado en diciembre de 1943. 
Antes de diciembre de 1943, el Britisches Freikorps llegó a tener tan solo ocho hombres en plantilla pero a pesar del tamaño minúsculo de la unidad, los Waffen-SS continuaron trabajando en el Britisches Freikorps. El primer paso era designar a un oficial al mando. Debido a la naturaleza de la unidad, el candidato debía ser digno de confianza, tener una buena comprensión del inglés, ser un líder experto y tener habilidades administrativas excelentes. Esta labor recayó en el SS-Hauptsturmführer Hans Werner Roepke, un hombre altamente educado. Su servicio militar incluía ser soldado en la Reichswehr, después fue miembro de la Allgemeine-SS, antes de ser llamado a filas servicio como oficial de la artillería antiaérea en la división 5.ª SS Panzergrenadier Division Wiking. Roepke fue nombrado comandante del Britisches Freikorps en noviembre de 1943 y los alemanes dieron por terminados los servicios de John Amery, quien a partir de entonces perdió todo liderazgo sobre la nueva unidad militar y se dedicó a emitir propaganda radiofónica pronazi, destinada a sus compatriotas en Gran Bretaña.

## Formación
El nombre de Legión de San Jorge se rechazó por ser demasiado religioso, y el de Legión Británica no era tampoco aceptable ya que era utilizado por un grupo inglés de veteranos de la Primera Guerra Mundial. En estas condiciones, el recluta Alfred Minchin sugirió el nombre de Britisches Freikorps tras conocer la existencia del Freikorps Danmark. Su sugerencia fue unánimemente aceptada.
Todos los componentes dijeron a Roepke que deseaban luchar contra los rusos (o eso era lo que los alemanes deseaban oír). Se decretó que ningún miembro del Britisches Freikorps podría tomar parte en acciones contra tropas británicas o de países del Commonwealth, ni tampoco podría utilizársele para labores de espionaje. Hasta que no se enrolase en la unidad algún oficial británico que resultase conveniente para asumir su mando, el Britisches Freikorps se colocaría bajo mando alemán. Se decidió también que los miembros del Britisches Freikorps no recibiesen el tatuaje del grupo sanguíneo como los SS, que no tuviesen que realizar el juramento de fidelidad a Hitler y que no se encontrasen sujetos a la legislación militar alemana. Recibirían la misma paga que los soldados alemanes. Finalmente, se decidió equipar a la unidad con los uniformes estándar de las SS, dotados con las insignias apropiadas: una bandera británica ordadas en las mangas.
Oficialmente, el Britisches Freikorps vio la luz el 1 de enero de 1944. Antes de febrero de 1944, la unidad fue trasladada a las afueras de Hildesheim e instalada en un antiguo monasterio, convertido ahora en el Centro de Estudios Nórdicos de las SS, así como en cuartel para los trabajadores extranjeros que trabajaban para las SS.
Roepke ordenó a los componentes de la unidad que asumiesen nombres falsos para los documentos oficiales. El impulso de las labores de reclutamiento llevó al Britisches Freikorps hasta la cifra de 23 hombres, y en mayo de 1944 se designó como nuevo jefe de la unidad al capitán de la SS Johannes Roggenfeld, aunque éste advirtió que el Britisches Freikorps no podría combatir como unidad militar independiente (ni siquiera como pelotón) hasta contar por lo menos con 30 hombres, siendo mientras tanto encuadrado dentro de otra unidad alemana de tamaño mayor. En agosto de 1944, cuatro reclutas se alistaron, incluyendo al teniente William Shearer. Sin embargo, tres de estos reclutas fueron chantajeados para su alistamiento. Dos de ellos fueron alistados por tener relaciones con mujeres alemanas: uno había dejado embarazada a su pareja (lo que era un delito castigado con la muerte), y la Gestapo descubrió el matrimonio de otro de los chantajeados con una alemana.

## Después del día D

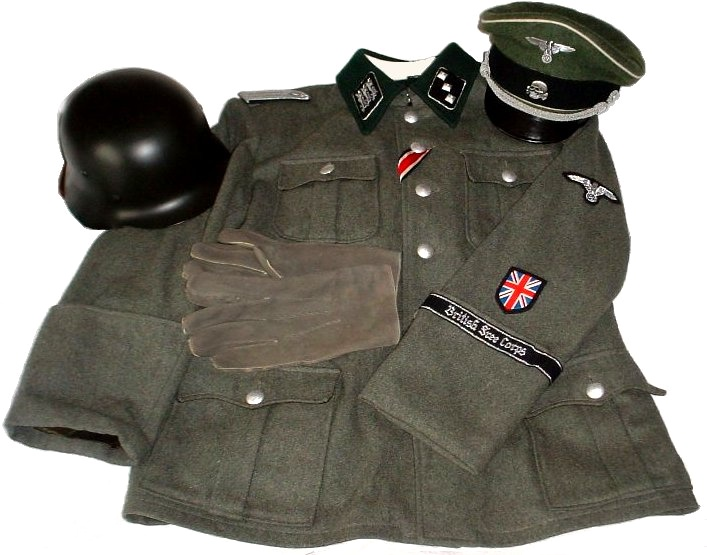
Uniforme de miembro de los Britisches Freikorps.

Con el éxito de los desembarcos del día D (Operación Overlord, algunos de los componentes del Britisches Freikorps empezaron a estudiar su salida de la unidad, ante el temor de ser capturados por sus compatriotas y la posibilidad de que el Tercer Reich perdiese la guerra. Un incidente que implicaba la detención de uno de los miembros por el robo de una pistola culminó en una revuelta de ocho hombres, incluyendo Donald Pleasants, que rechazaban colaborar con el nazismo. Todos ellos fueron enviados a los campos del castigo de los SS.
A pesar de ello, el reclutamiento se intensificó, con la intención de atraer a tantos voluntarios como fuese posible, entrenándolos para el combate, y enviándolos como reemplazos para otras unidades. No obstante, los problemas continuaron al ser muy escasas las posibilidades de hallar nuevos reclutas. Como consecuencia, el comandante de los cuarteles de Hildesheim se dirigió a Roepke y Roggenfeld para solicitar que el Britisches Freikorps se enviase a otra parte en tanto era inviable seguir manteniendo una unidad tan minúscula.
Así, el 11 de octubre de 1944 llegaron a Dresde para comenzar su entrenamiento en la escuela de las Waffen-SS en el Wildermann Kaserne. Aquí, recibirían la instrucción para la eliminación de obstáculos, quitar campos de minas, uso de armas pesadas, demolición y otras tareas requeridas como componentes del Arma de Ingenieros. 
En el invierno de 1944 y 1945, llegaron varios nuevos reclutas, con lo que en enero de 1945 el Britisches Freikorps ya disponía de 29 hombres.
Hugh Cowie, un highlander de Gordon, tramó un plan para utilizar su posición temporal como guardia para escaparse. Capturado en Francia en 1940, Cowie ya había intentado fugarse otra vez, por lo que fue castigado, y había sido arrestado por poseer una radio. En vez de ser sometido a un consejo de guerra, aceptó alistarse en el Britisches Freikorps en junio. El plan de Cowie era utilizar el pretexto de ir en misión de reclutamiento para obtener documentación para él y otros cinco hombres, subirse a algún tren con dirección hacia el este, bajar de él en cualquier lugar y contactar con los soviéticos.
Una vez subidos al tren, un inspector descubre que los cinco británicos han arrancado sus insignias del Britisches Freikorps, siendo detenidos por la Gestapo una vez que bajaron del tren en Olomouc. Cowie y otro de los evadidos fueron enviados a campos de aislamiento mientras que los otros tres aceptaron seguir con el Britisches Freikorps.
La principal fuga de miembros de esta unidad se produjo cuando los aliados bombardearon Dresde el 12 de febrero de 1945, matando a unas 40.000 personas. Algunos de los miembros se aprovecharon del bombardeo para fugarse, pero fueron capturados por la Gestapo.
Tras sacarlos de la prisión, fueron transferidos a Berlín, siendo acantonados por los jefes de la SS en una escuela en la Schonhauser Allee, para esperar allí mientras se tomaban las medidas oportunas para su inmediato envío al frente, encuadrados en cualquier unidad de las Waffen SS. Viendo que solo quedaban perspectivas de luchar por una causa perdida, los hombres del Britisches Freikorps buscaron nuevas maneras para fugarse una vez más.

## Despliegue en el frente
El 1 de marzo de 1945, un vehículo trasladó al frente a los últimos reclutas británicos, a una unidad blindada de las SS. Durante el viaje, la mayoría de los miembros se quitaron sus insignias del Britisches Freikorps. A su llegada, el convoy que los transportaba sufrió un bombardeo de la artillería soviética, aunque no causó bajas.
El 22 de marzo de 1945, lo que quedaba del Britisches Freikorps fue adscrito a la 11.ª División de Granaderos SS Nordland, ubicada en Angermunde. Concretamente, se les incorporó al batallón de reconocimiento de esta división, desplegado en Grussow. Permanecieron un mes en el frente, pero la experiencia de combate no pudo cohesionar a la unidad y los propios jefes de la Nordland pidieron su disolución. 
Encuadrados dentro de la División Nordland, los pocos reclutas británicos que aún quedaban aprovecharon el caos de las últimas semanas de guerra para huir hacia el oeste y tratar de volver a su país, luchando también para pasar desapercibidos y mezclarse con otros prisioneros de guerra anglosajones a fin de evitar castigos. Así, para todo efecto práctico, el Britisches Freikorps nunca llegó a constituirse en unidad de combate y no participó en la lucha.
Un rumor afirma que un miembro de los Britisches Freikorps participó en la Batalla de Berlín, destruyendo un tanque soviético. Ese rumor podría referirse al intérprete alemán Wilhelm Bob Rossler, el único miembro que se conoce combatiendo con el uniforme del Britisches Freikorps aunque sin ser británico. Sí se sabe que Bob Rossler murió luchando en la División Nordland cuando esta tomó parte en la batalla por la defensa de Berlín ante el Ejército Rojo. Pese a ello, no se han hallado pruebas convincentes de que algún británico hubiera estado realmente luchando en la Batalla de Berlín al lado de la Wehrmacht.

## Cortes marciales
Los periódicos de la época dan detalles de la corte marcial a la que fueron sometidos varios soldados de la Commonwealth que participaron en el Cuerpo. Un prisionero canadiense, el soldado Edwin Barnard Martin, dijo que se unió al Cuerpo "para destruirlo". Diseñó la bandera y el estandarte utilizados por el Cuerpo,y admitió ser uno de los seis o siete miembros originales del Cuerpo durante su juicio. Se le dio una orden de viaje y un pase de tren que le permitía moverse por Alemania sin guardia.Fue declarado culpable de dos cargos de ayudar al enemigo mientras era prisionero de guerra.
El soldado neozelandés Roy Courlander afirmó en su corte marcial que se unió al Cuerpo por razones similares, para reunir información sobre los alemanes, fomentar una revolución detrás de las líneas alemanas o sabotear la unidad si la revolución fracasaba.
John Amery fue condenado a muerte en noviembre de 1945 por alta traición y ahorcado el 19 de diciembre de 1945.

## Cultura popular
- La película Joy Division (2006) retrata a un miembro de la BFC, el sargento Harry Stone, entre las tropas alemanas y los refugiados que huyen del avance del Ejército Rojo en Alemania. En la película, es el agresivo Stone quien parece ser el único nazi convencido que queda entre las Juventudes Hitlerianas, con las que está agrupado. Se lo ve intentando reclutar prisioneros de guerra británicos antes de que la columna sea atacada por aviones soviéticos.
- La novela de Jack Higgins The Eagle Has Landed retrata a un oficial de la BFC llamado Harvey Preston, que imita a Douglas Berneville-Claye. Está asignado a la unidad Fallschirmjäger que intenta secuestrar a Winston Churchill. Preston, un nazi convencido y un delincuente de poca monta, es visto con disgusto por todos los miembros de la unidad alemana.
- En televisión, el Cuerpo Libre Británico fue el tema de "The Hide", el episodio final de la temporada 6 de la serie de televisión británica Foyle's War, en el que un prisionero de guerra británico que se había unido al BFC fue juzgado por traición en Gran Bretaña una vez que regresó a casa, después de sobrevivir al bombardeo de Dresde.